# Thematic Emanation of Archetypal Multiplicity
Thematic Emanation of Archetypal Multiplicity: Soundtracks for Scientists of Occult Synchretism er en ep af det franske black metal-band Blut aus Nord, udgivet i februar 2005.
Ep'en er, i modsætning til størstedelen af bandets repertoire, udelukkende industrialmusik.

## Spor
1. "Enter (The Transformed God Basement)" - 4:47
2. "Level-1 (Nothing Is)" - 7:58
3. "Level-2 (Nothing Is Not)" - 7:10
4. "Level-3 (Nothing Becomes)" - 7:14
5. "Exit (Towards the Asylum)	" - 1:01